# Wildwood (Florida)
Wildwood è una città degli Stati Uniti d'America, situata in Florida, nella Contea di Sumter.